# 951 Gaspra
951 Gaspra è un asteroide della fascia principale del diametro medio di circa 12,2 km; fu scoperto nel 1916. 

## Caratteristiche

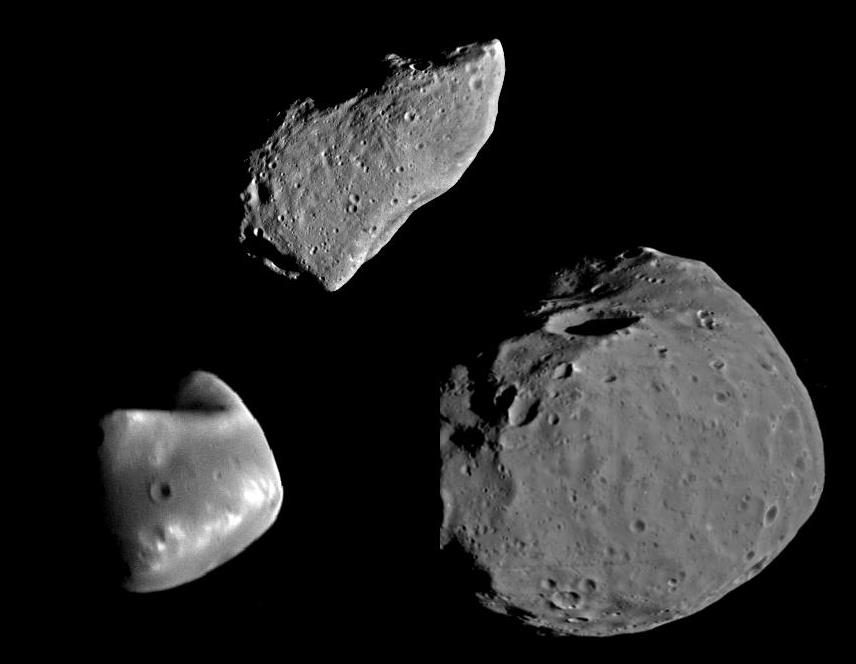
Comparazione delle dimensioni di 951 Gaspra e i due satelliti di Marte, Deimos e Phobos

L'asteroide presenta un'orbita caratterizzata da un semiasse maggiore pari a 2,2097386 au e da un'eccentricità di 0,1736808, inclinata di 4,10705° rispetto all'eclittica.
Stanti i suoi parametri orbitali, è considerato un membro della famiglia Flora di asteroidi. Inoltre la composizione, ricca di olivina, in una proporzione tra 4:1 e 7:1 rispetto ai pirosseni, porta a classificarlo come asteroide di tipo S.
Sulla sua superficie c'è il cratere Tang-Shan, con diametro di 2,1 km.

## Osservazioni
Il 29 ottobre 1991 Gaspra venne raggiunto e osservato dalla sonda Galileo nel suo viaggio di avvicinamento a Giove. La sonda transitò a una distanza minima di 1600 km, ottenendo l'immagine più ravvicinata a circa 5300 km. Il transito fu comunque troppo distante perché l'asteroide influisse per interazione gravitazionale sulla traiettoria della sonda e non fu quindi possibile ottenere informazioni sulla massa di Gaspra. Complessivamente vennero ottenute immagini che permisero la copertura dell'80% della superficie di Gaspra: l'area non osservata è quella del polo australe. Gaspra fu il primo asteroide ad essere fotografato a distanza relativamente ravvicinata da una sonda spaziale.

## Denominazione
L'asteroide è dedicato all'omonima località balneare situata nel sud della Crimea, dove visse per parecchi anni lo scrittore russo Lev Tolstoj. Inizialmente, come altri asteroidi scoperti all'osservatorio di Simeiz durante la prima guerra mondiale, non poté essere comunicato subito all'Istituto Rechen dell'Università di Heidelberg e fu quindi identificato per alcuni anni con una sigla contenente Σ, la lettera sigma dell'alfabeto greco.